# Sommelier
Riječ sommelier dolazi iz francuskog jezika, a doslovan prijevod bi bio onaj koji služi vino, konobar za vino.
Sommelier je obrazovana osoba, vrhunski poznavalac vinske kulture koja gostu daje preporuku i poslužuje određeno vino uz određeno jelo. Sommelier brine o vinu od trenutka njegove kupovine, čuvanja, pa sve do posluživanja, probuditi kod gosta zanimanje za jelo i piće te znati sljubiti vino s jelom i objasniti gostu zašto je tako. Mora znati dekantirati vino, servirati pjenušac, izabrati pravu čašu i temperaturu vina. Potrebno mu je poznavati vinske kulture cijeloga svijeta, puno kušati, neprestano učiti, razvijati se i nadograđivati znanja i poznavati enološko-gastronomsku kulturu. Greškom se zanimanja sommeliera i enologa često poistovjećuju. To su dva potpuno različita zanimanja.

## Hrvatski sommelier klub
Hrvatski sommelier klub organizator je nacionalnog prvenstva za najboljeg sommeliera u Hrvatskoj. Pobjednici natjecanja sudjeluju na europskom prvenstvu u Reimsu, Francuska. Sandi Paris bio je nacionalni prvak četiri puta. 

## Vanjske poveznice
- Hrvatski sommelier klub
- Association de la Sommellerie Internationale (ASI)  Arhivirana inačica izvorne stranice od 4. kolovoza 2018. (Wayback Machine) (fra.)
- Worldwide Sommelier Association (eng.)